# De’an

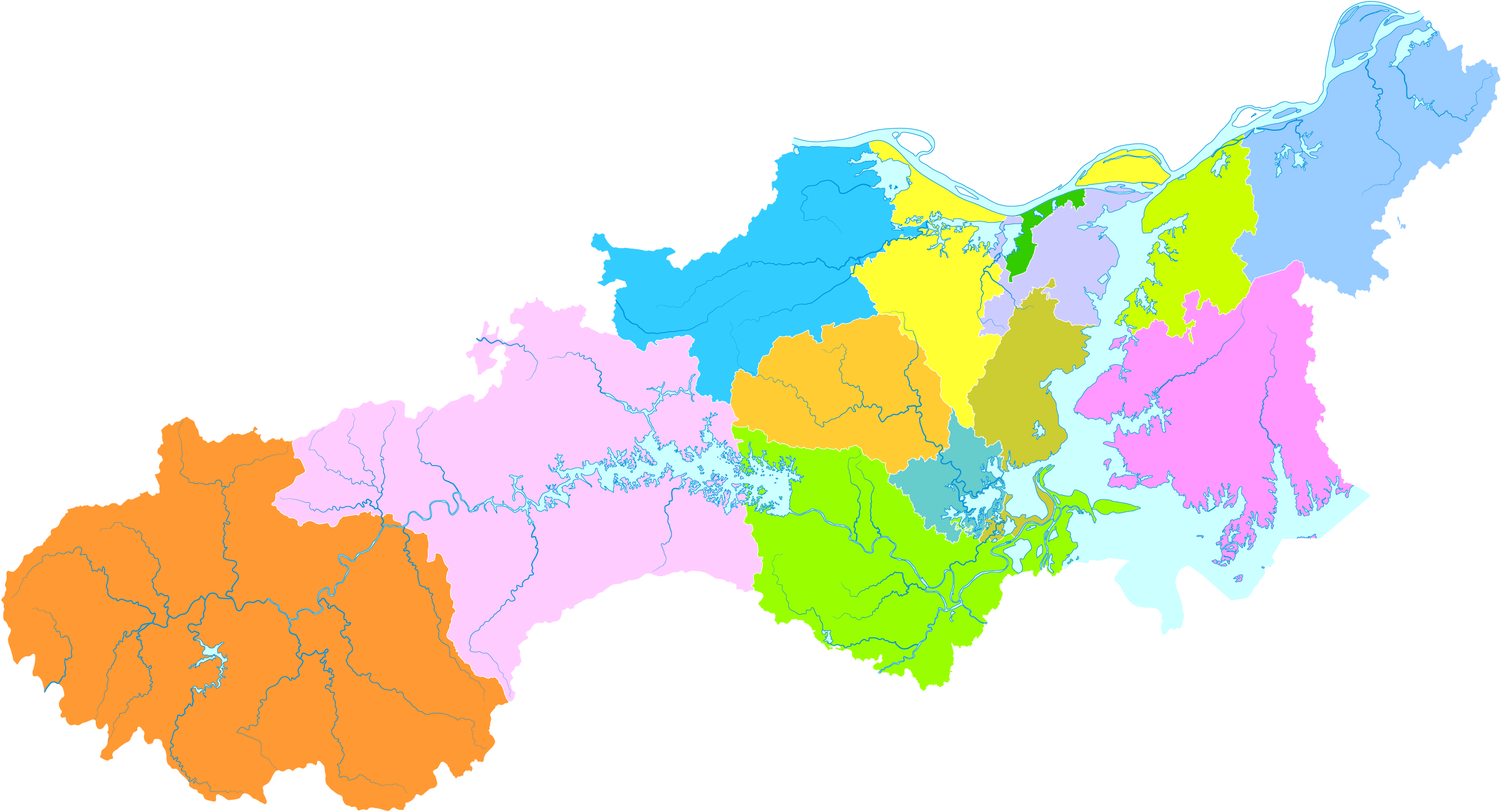
Lage von De’an auf dem Gebiet der Stadt Jiujiang

Der Kreis De’an (chinesisch 德安县, Pinyin Dé’ān Xiàn) ist ein Kreis der bezirksfreien Stadt Jiujiang in der südchinesischen Provinz Jiangxi. Er hat eine Fläche von 850 km² und zählt 154.332 Einwohner (Stand: Zensus 2010). Sein Hauptort ist die Großgemeinde Puting (蒲亭镇).

## Administrative Gliederung
Auf Gemeindeebene setzt sich der Kreis aus einem Straßenviertel, fünf Großgemeinden und zehn Gemeinden zusammen. 